# Principato di Larderia
Il Principato di Larderia (in latino Principatus Ardaria, in spagnolo Principado de Larderìa) fu uno stato feudale esistito in Sicilia dal 1690 al 1727, il cui territorio corrispondeva ai villaggi di Larderia, San Filippo Inferiore e San Filippo Superiore, facenti parte della città di Messina.
Fu dominio della famiglia Moncada, che ne conservò il titolo onorifico dopo la sua soppressione finché il ramo dei Principi di Larderia si estinse in linea maschile alla fine del XVIII secolo, e che in seguitò il titolo passò per successione in linea femminile alla famiglia Platamone dei Duchi di Belmurgo, e da questi ai Galletti dei Principi di Fiumesalato.

## Storia
Dopo la rivolta antispagnola di Messina del 1674-78, il Viceré di Sicilia, su ordine della Corona spagnola, confiscò i casali montani appartenenti al Senato della città zancleana, e li vendette nel 1684. I casali di Larderia, San Filippo Inferiore e San Filippo Superiore, furono acquistati da Luigi Moncada Montalto (1643-1703), figlio di Giacomo, II principe di Calvaruso, come riferito dall'atto di vendita conservato presso la Biblioteca comunale di Palermo. Il Moncada, su detti casali acquistati ebbe investitura del titolo di I principe di Larderia con privilegio dato dal re Carlo II di Spagna il 4 dicembre 1690, esecutoriato il 9 giugno 1691.
Larderia, importante centro agricolo e molitorio dell'area messinese, con i Moncada subì cambiamenti del suo abitato, e all'epoca del loro dominio feudale risalgono la Chiesa di San Giovanni Battista e il Santuario mariano sul Monte Dinnammare. I Principi di Larderia edificarono anche il proprio palazzo che dominava sull'intero villaggio.
Nel 1727, l'imperatore Carlo VI d'Asburgo ordinò al Viceré di Sicilia, il cardinale Joaquín Fernández de Portocarrero, la ricompra da parte del Senato di Messina dei casali confiscati dalla Corona spagnola dopo la rivolta del 1674-78, e con questo provvedimento cessò il dominio feudale dei Moncada su Larderia, che con i suoi circa 700 abitanti divenne un municipio cittadino. I Moncada conservarono il titolo di Principi di Larderia, che però passò in dote ai Platamone attraverso il matrimonio di Rosalia Moncada Branciforte (1758-1802), ultima discendente della famiglia, che aveva sposato Baldassarre Platamone dei Duchi di Belmurgo.
I Platamone di Belmurgo si estinsero linea maschile con Michele Platamone Moncada (1783-1858), a cui gli era premorto l'unico figlio Baldassarre, e questi quando era ancora in vita adottò il nipote Nicolao Galletti Platamone (1813-1897), figlio di Vittorio Salvatore, V principe di Fiumesalato, e della di lui sorella Concetta, che ereditò il titolo di Principe di Larderia e gli altri titoli collegati. Morto senza aver lasciato legittimi eredi, i titoli della famiglia Galletti e Platamone passarono al fratello minore Baldassarre (1814-1902), il cui figlio primogenito Vittorio Salvatore Galletti Buglione, X principe di Fiumesalato, nel 1930 ottenne RR. LL. PP. di assenso per la successione ai titoli delle estinte case Platamone e Moncada, tra cui quello di Principe di Larderia.

## Cronotassi dei Principi di Larderia

### Epoca feudale
- Luigi Moncada Montalto (1690-1703)
- Francesco Moncada Cirino (1703-1727)

### Epoca post-feudale
- Francesco Moncada Cirino (1727-1742)
- Letterio Moncada Platamone (1742-1761)
- Francesco Moncada Branciforte (1761-1798)
- Rosalia Moncada Branciforte (1798-1802)
- Michele Platamone Moncada (1802-1858)
- Concetta Platamone Moncada (1858-1863)
- Nicolao Galletti Platamone (1863-1897)
- Baldassarre Galletti Platamone (1897-1902)
- Vittorio Salvatore Galletti Buglione (1902-?)